# Яремчук, Михаил Борисович
Михаил Борисович Яремчук — советский хозяйственный и государственный деятель, лауреат Государственной премии СССР за выдающиеся достижения в труде.

## Биография
Родился в 1935 году. Член КПСС.
В 1951—1991 — ремонтный рабочий железнодорожных путей, бригадир путевой бригады Шепетовской дистанции пути Юго-Западной железной дороги Министерства путей сообщения СССР
За большой личный вклад в повышение эффективности работы автомобильного и ж/д транспорта был в составе коллектива удостоен Государственной премии СССР за выдающиеся достижения в труде 1987 года.
Жил в Шепетовке Хмельницкой области.

## Награды
- Орден Октябрьской Революции
- Орден Трудового Красного Знамени